# Niederbronn-les-Bains
Niederbronn-les-Bains är en kommun i departementet Bas-Rhin i regionen Grand Est (tidigare regionen Alsace) i nordöstra Frankrike. Kommunen ligger i kantonen Niederbronn-les-Bains som tillhör arrondissementet Haguenau. År 2022 hade Niederbronn-les-Bains 4 372 invånare.

## Befolkningsutveckling
Antalet invånare i kommunen Niederbronn-les-Bains
| Referens: INSEE |